# John Smith (aviron)
Pour les articles homonymes, voir John Smith et Smith.
John Smith, né le 12 janvier 1990 à Celmiston, est un rameur d'aviron sud-africain.

## Palmarès

### Jeux olympiques
- 2012 à Londres,  Royaume-Uni
  -  Médaille d'or en quatre sans barreur poids légers